# تعريف الأناركية والليبرتارية
تعريف الأناركية والليبرتارية (بالإنجليزية: Definition of Anarchism and Libertarianism)‏، تختلف الآراء حول تعريف كل من الأناركية والليبرتارية، باعتبارهما إيديولوجيات سياسية متحررة تتضمن معانٍ تاريخية ومعاصرة متعددة. يمتلك أتباع هذه الأحزاب تقليد تعددي متداخل يجعل التعريف الدقيق للإيديولوجية السياسية صعبًا أو حتى مستحيلًا، ويتفاقم الأمر بسبب الافتقار إلى السمات المشتركة والاختلاف بين الأولويات لكل مجموعة الفرعية والافتقار إلى القبول الأكاديمي والاستخدام التاريخي المتواصل.

## نظرة عامة
تُشير «الأناركية» بشكل عام إلى الحزب المناهض للسلطة (الليبرتاري) للحركة الاشتراكية. تمثل «الاشتراكية الليبرتارية» مرادفًا لمصطلح «الأناركية» منذ عام 1890، كذلك الأمر بالنسبة لمصطلح «الليبرتارية» حتى منتصف القرن العشرين.
يمثل مصطلحي «الأناركية» و«الليبرتارية» أيديولوجيات سياسية متحررة ذات معاني تاريخية ومعاصرة متعددة. تُثبت التقاليد التعددية لكل منهما صعوبة أو استحالة التوفيق ضمن مجموعة واحدة لها المعتقدات الأساسية ذاتها. إن نطاق التفاوت الإيديولوجي داخل الأناركية غالبًا ما يكون متناقضًا وغير متماسك.
ومن العوامل المعقدة الأخرى في تعريف «الأناركية» هو الخلاف حول وضعها كإيديولوجية سياسية إلى جانب النزاع حول الاستخدام التاريخي للمصطلح.

## العلاقة مع الملكية والرأسمالية
إن الليبيرتاريين الأميركيين في العصر الحديث يتميزون عن التقليد الليبرتاري المهيمن من خلال علاقتهم بالملكية والرأسمالية. في حين أن الليبرتارية التاريخية والليبرتارية الاقتصادية المعاصرة تتقاسمان الكراهية العامة للسلطة الحكومية، إذ إن الأخيرة تعفي السلطة التي تُمارس من خلال سوق الرأسمالية الحر. تاريخيًا، كان الليبيرتاريون بما في ذلك هربرت سبنسر وماكس ستيرنر، يؤيدون حق حماية الفرد من سلطات الحكومة والملكية الخاصة. وعلى النقيض من ذلك، فإن الليبيرتارين في أمريكا الحديثة يؤيدون الحريات على أساس اتفاقهم مع حقوق الملكية الخاصة. يتميز مبدأ إلغاء المرافق العامة بكونه موضوع مشترك في كتابات الليبيرالية الأمريكية الحديثة.

## أنواع تعريف الأناركية
يناقش الباحث الأناركي بول مكلوغلين في كتابه «الأناركية والسلطة» مختلف تعريفات المصطلح. وفقًا لما جاء في الكتاب، ثمّة ثلاثة أنواع لتعريف الأناركية:
- تعريف إيتمولوجي
- تعريف معادية للدولة
- تعريف معادية للاستبداد

ولكن جميعها تُعتبر بعيدة عن تقديم تعريف دقيق للأناركية.

### تعريف إيتمولوجي
يُشتق مصطلح «أناركي» من الكلمة اليونانية «أناركوس» بمعنى «بدون سلطة» (كمقابل لمعنى «بدون حكومة أو دولة»). وبالتالي، فإن التعريف الإيتمولوجي للأناركية هو إنكار السلطة. ولكن لا تُعتبر الأناركية في العموم مجرد موقف سلبي من السلطة، بل إنها أيضًا موقف إيجابي بشأن الكيفية التي ينبغي بها تنظيم المجتمع.

### تعريف معادي للدولة
إن التعريفات المعادية لسيطرة الدولة تضع التركيز على إنكار الدولة ومواجهتها بالحقيقة، من خلال الأناركية. ولكن كما هو الحال مع التعريف الإيتمولوجي، فإن الأناركية تذهب إلى ما هو أكثر من اعتبارها معادية للمذهب الاقتصادي، وذلك لأنها ترفض جميع أشكال السلطة الراسخة.
إن العلاقة بين معاداة سيطرة الدولة والأناركية تُعتبر من أكثر المواضيع التي يتم الجدال حولها.
ذلك أن الأناركية، وفقًا للمؤرخ بيتر مارشال، موجودة خارج معايير النظرية السياسية، وذلك لأن أهدافها لا تستند إلى النضال من أجل السلطة داخل الدولة. وهي تهتم بالنظرية الأخلاقية والاقتصادية أكثر من مشاركتها في النُّظم السياسية، بل إنها كثيرًا ما تُدافع عن عدم الانخراط في مثل هذه النظم.
يتشارك الأناركيون والليبيرتاريون والليبيرتاريون الاقتصاديون في العصر الحديث مبدأ معاداة الدولة باعتبارها القاسم المشترك الوحيد بينهم.

### تعريف معادية للاستبداد
إن التعاريف المعادية للاستبداد ترفض جميع أشكال السلطة. ورغم أن هذه التعاريف أوسع بكثير من التعاريف المعادية للدولة، إلا انها تواجه بعض معوقات. أما بالنسبة للباحث ماكلوغلين، الذي يناقش من خلال إطار فلسفي، فهو يدَّعي أن معاداة الاستبداد هي استنتاج لفكر أناركي، وليس بيانًا بدائيًا، ولذلك لا يمكن استخدامه كتعريف.